# Julian Filipowicz
Julian Filipowicz, ps. „Pobóg”, „Róg”, „Kogan” (ur. 13 września 1895 w majątku Dziewiałkowice k. Jarosławia, zm. 14 sierpnia 1945 w Otwocku) – generał brygady Wojska Polskiego, pośmiertnie awansowany do stopnia generała dywizji, komendant Obszaru Kraków-Śląsk Związku Walki Zbrojnej od stycznia do lutego 1940 roku, komendant Okręgu Kraków Służby Zwycięstwu Polski i ZWZ od października 1939 do czerwca 1941, inspektor Komendy Głównej ZWZ/AK w latach 1941–1944.

## Życiorys

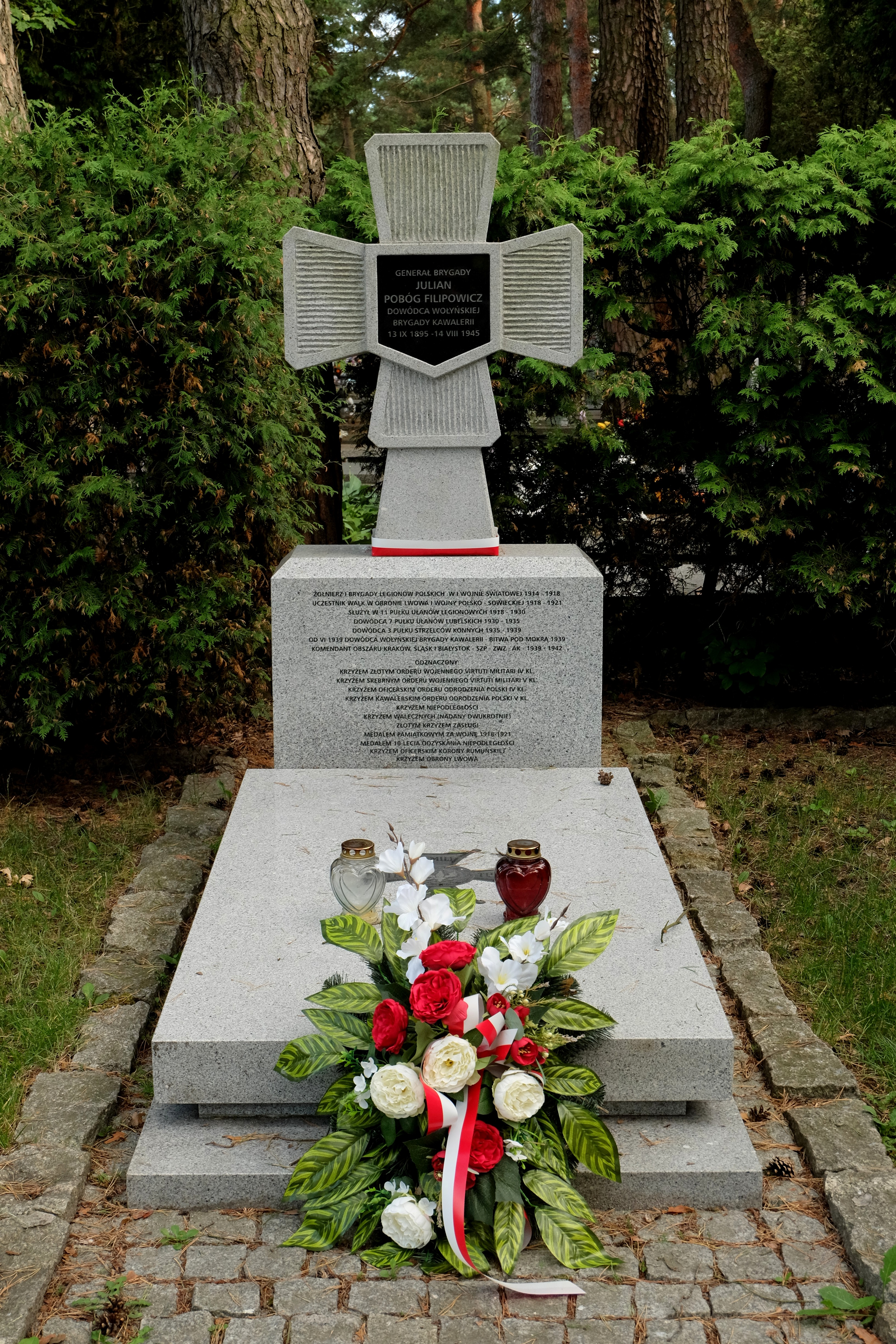
Grób gen. Juliana Filipowicza na cmentarzu parafialnym w Otwocku

Urodził się 13 września 1895 w majątku Dziewiałkowice k. Jarosławia, w rodzinie Antoniego i Justyny z Derpowskich. Był bratem Pawła Piotra i Tadeusza Justyna, podpułkowników artylerii, zamordowanych w 1940, w Charkowie. 
W 1913 ukończył naukę w szkole realnej we Lwowie, następnie studiował tamtejszej Wyższej Szkole Politechnicznej.
Po wybuchu I wojny światowej, 6 sierpnia 1914 wstąpił ochotniczo do I Brygady Legionów Polskich. Do lipca 1917 walczył w 1 pułku ułanów. Od 5 lutego do 31 marca 1917 był słuchaczem kawaleryjskiego kursu oficerskiego przy 1 Pułku Ułanów w Ostrołęce. Kurs ukończył z wynikiem bardzo dobrym. Posiadał wówczas stopień wachmistrza szefa. 23 lipca 1917, po kryzysie przysięgowym, został członkiem Polskiego Korpusu Posiłkowego w Galicji. 21 listopada tego samego roku pod zarzutem wrogiej agitacji, próby rokoszu wojskowego i przynależności do rad żołnierskich został aresztowany i przez dwa miesiące więziony w Twierdzy Przemyśl. Po zwolnieniu, w styczniu 1918 został wcielony do 8 pułku ułanów armii austriackiej, który stacjonował w Siedmiogrodzie. W czerwcu 1918 otrzymał urlop, wówczas zdezerterował i wstąpił do Polskiej Organizacji Wojskowej na Lubelszczyźnie. 
W czasie pobytu we Lwowie w listopadzie 1918 wstąpił do oddziału kpt. Mieczysława Boruty-Spiechowicza, gdy tylko wybuchły walki polsko-ukraińskie. Od 7 listopada 1918 w był oficerem zwiadowczym w 2 baterii por. Tadeusza Filipowicza, od 5 grudnia 1918 – w 1 baterii 1 Lwowskiego Pułku Artylerii Polowej, a od 31 grudnia 1918 – w 1 baterii 4 Pułku Artylerii Polowej. W czerwcu przeniesiony do 11 Pułku Ułanów Legionowych jako dowódca szwadronu w wojnie z bolszewikami. Już w październiku został skierowany do Oficerskiej Szkoły Jazdy, po ukończeniu której w kwietniu 1920 został instruktorem i łącznikiem przy ukraińskiej 6 Dywizji. W lipcu tego samego roku został awansowany do stopnia porucznika. W sierpniu wrócił do macierzystego 11 Pułku Ułanów jako dowódca szwadronu.
Po zakończeniu wojny pozostał w 11 puł na stanowisku dowódcy szwadronu. Od 15 sierpnia 1924, po awansie do stopnia majora, był dowódcą szkoły podoficerskiej w swoim pułku. W czasie przewrotu majowego skierował pułk w trybie alarmowym do Warszawy, gdzie wsparł oddziały Piłsudskiego. 23 maja 1927 został wyznaczony na stanowisko zastępcy dowódcy pułku.
W latach 1928–1930 był słuchaczem Wyższej Szkoły Wojennej w Warszawie. Z dniem 1 listopada 1930, po ukończeniu kursu i uzyskaniu dyplomu naukowego oficera dyplomowanego, został wyznaczony na stanowisko dowódcy 7 Pułku Ułanów Lubelskich w Mińsku Mazowieckim. 4 lipca 1935 objął dowództwo 3 Pułku Strzelców Konnych w Wołkowysku.
W czerwcu 1939 powierzono mu dowództwo Wołyńskiej Brygady Kawalerii w Równem. Poprowadził brygadę podczas kampanii wrześniowej, przechodząc szlak bojowy od Mokrej przez Warszawę aż po bitwę pod Tomaszowem Lubelskim.
23 września 1939 rozwiązał resztki swojej jednostki i w cywilnym ubraniu przedostał się do Warszawy, w której włączył się w działalność konspiracyjnej Służbie Zwycięstwu Polski (potem Związku Walki Zbrojnej). Już na początku 1940 został aresztowany przez Gestapo i osadzony w więzieniu na Pawiaku, z którego zbiegł 10 maja 1940 ukryty w ciężarówce wywożącej śmieci.
Po ucieczce i rekonwalescencji stanął na czele Okręgu Krakowskiego, którym dowodził do marca 1941. Ponownie aresztowany i osadzony w więzieniu przy ul. Montelupich, gdzie był torturowany w czasie przesłuchań. Skatowany do nieprzytomności, został omyłkowo uznany za zmarłego i wywieziony do kostnicy, z której zbiegł po odzyskaniu przytomności. W czasie pobytu w więzieniu i podczas ucieczki nabawił się gruźlicy. Ewakuowany do Otwocka, gdzie został ulokowany w prywatnym pensjonacie w pobliżu sanatorium pulmonologicznego. W związku z brakiem możliwości powrotu do Krakowa, został mianowany dowódcą okręgu białostockiego AK. Z powodu ciężkiej choroby nie zdołał objąć nowego stanowiska, został urlopowany i przeniesiony do rezerwy osobowej. 15 sierpnia 1942 został awansowany do stopnia generała brygady na wniosek Komendanta Głównego AK. Na wniosek Ministra Obrony Narodowej, Prezydent RP Andrzej Duda, postanowieniem z dnia 11 lipca 2019 r. mianował go pośmiertnie na stopień generała dywizji.
Przed powstaniem warszawskim powołany do sztabu Komendy Głównej AK, nie dotarł z powodu wkroczenia Armii Czerwonej. Z powodu nabytych chorób rozwinął się u niego rak płuc. Zmarł 14 sierpnia 1945 w Otwocku na skutek krwotoku wywołanego nowotworem i został pochowany na tamtejszym cmentarzu Parafialnym (sektor V-15-353c).
Z opinii służbowej: Wybitny. Charakter silny i wypróbowany. Energiczny, z inicjatywą, o szybkiej decyzji. Wybitne zdolności dowódcze. Świetny żołnierz i zawołany kawalerzysta. Pracy sztabowej nie lubi.
Żonaty z Heleną z Marchlów Szelochową, para nie miała dzieci. Miał syna Wiesława (ur. 1928), ze związku pozamałżeńskiego.

## Ordery i odznaczenia
- Krzyż Złoty Orderu Wojennego Virtuti Militari nr 146[11]
- Krzyż Srebrny Orderu Wojennego Virtuti Militari nr 5418
- Krzyż Niepodległości (12 maja 1931)[12]
- Krzyż Oficerski Orderu Odrodzenia Polski (11 listopada 1937)[13]
- Krzyż Kawalerski Orderu Odrodzenia Polski
- Krzyż Walecznych (dwukrotnie)
- Złoty Krzyż Zasługi (10 listopada 1928)[14]
- Medal Pamiątkowy za Wojnę 1918–1921[15]
- Medal Dziesięciolecia Odzyskanej Niepodległości[15]
- Odznaka „Za wierną służbę”
- Odznaka pamiątkowa 7 Pułku Ułanów Lubelskich[15]
- Odznaka 1 Pułku Ułanów Legionów Polskich
- Państwowa Odznaka Sportowa
- Krzyż Oficerski Orderu Korony Rumunii (Rumunia, 1937)

## Awanse
- kapral – 18.03.1915
- plutonowy – 22.11.1915
- wachmistrz – 02.10.1916
- wachmistrz sztabowy – 10.08.1917
- podporucznik (brak daty)
- porucznik – 11.08.1920
- rotmistrz – 11.09.1920 - 03.05.1922 zweryfikowany ze starszeństwem z dn. 01.06.1919 w korpusie oficerów jazdy
- major – 18.12.1924 ze starszeństwem z dn. 15.08.1924 i 21. lokatą w korpusie oficerów kawalerii
- podpułkownik dyplomowany – 24.12 1929
- pułkownik dyplomowany – 14.01.1933
- generał brygady – 15.08.1942
- generał dywizji – 11.07.2019 (pośmiertnie)